# Bomber (canción)
«Bomber» es una canción de la banda británica de rock, Motörhead, grabada y lanzada como sencillo en 1979. Es la canción que da título a su álbum Bomber y llegó al número 34 de la lista británica de sencillos.
El sencillo fue lanzado en el Reino Unido por Bronze Records como sencillo de vinilo con las primeras 20.000 copias hechas en color azul y de ahí en adelante en negro. Para promocionar su lanzamiento, la banda apareció en el programa musical de la BBC, Top of the Pops el 3 de diciembre.
La inspiración de la canción le llegó a Lemmy después de leer la novela de Len Deighton, Bomber. Se convirtió también en la inspiración para una réplica de un bombardero Heinkel He 111 que se movía hacia delante y detrás, y de lado a lado y que se utilizaba para colgar focos en los conciertos de la banda.

## Otras versiones
La canción se convirtió en un fijo en los conciertos de la banda, con versiones en vivo de ella en los álbumes No Sleep 'til Hammersmith, Everything Louder than Everyone Else, Live At Brixton Academy y Better Motörhead than Dead: Live at Hammersmith; y en los videos The Birthday Party, 25 & Alive Boneshaker y The Best Of Motörhead.
La canción fue versionada por Girlschool en el EP St. Valentine's Day Massacre, un lanzamiento conjunto de ambas bandas. Esta versión aparece en el videojuego Brütal Legend.

## Over The Top
La cara B del sencillo es la canción "Over the Top", que no aparece en ningún álbum de la banda. La canción se incluye como pista adicional en la versión remasterizada de Bomber. 
También se hizo una versión conjunta con la banda The Damned para ser incluido en el sencillo "Ballroom Blitz", pero las sesiones de grabación acabaron en "borrachera" por lo que nunca se llegó a editar. Aunque esta versión, finalmente aparece en la caja recopilatoria de 2003,Stone Deaf Forever!. 
se han lanzado versiones en directo de la canción como cara B del sencillo de 1981 "Motorhead", en el video de 2005 Stage Fright y en el álbum de 2007 Better Motörhead than Dead: Live at Hammersmith.
La canción fue versionada por Mudhoney y aparece como cara B de su sencillo de 1992 "Suck You Dry", además de aparecer como pista adicional en su álbum Piece of Cake álbum.

## Lista de canciones
1. «Bomber» (Ian Kilmister, Eddie Clarke, Phil Taylor) - 3:45
2. «Over the Top» (Kilmister, Clarke, Taylor) - 3:12

## Personal
- Lemmy Kilmister - bajo y voz
- Eddie Clarke - guitarra
- Phil "Philthy Animal" Taylor - batería